# Enicurus schistaceus
El torrentero dorsigrís (Enicurus schistaceus) es una especie de ave paseriforme de la familia Muscicapidae propia del sur de Asia, distribuido por el Himalaya central y oriental, el noroeste del subcontinente indio, el sur de China y el sudeste asiático continental. Es un torrentero esbelto y de tamaño medio, distinguible de otras especies similares por su manto, frente y píleo de color gris oscuro. Presenta una cola profundamente ahorquillada con listas blancas, una banda blanca en las primarias, y el obispillo también blanco, al igual que el plumaje de las partes inferiores que es principalmente blanco. Ambos sexos son similares. Son pájaros que frecuentan los bordes de los arroyos y ríos de aguas rápidas, donde atrapa pequeños invertebrados saltando entre las rocas o volando sobre el agua. Generalmente es un ave solitaria, que puede ocasionalmente encontrarse en parejas o grupos familiares. Tiene una distribución amplia y una población estable se clasifica como especie bajo preocupación menor por la UICN.

## Descripción
El torrentero dorsigrís es un pájaro esbelto de tamaño mediano, que mide entre 22 y 25 centímetros de largo, incluida su larga cola, y pesa entre 26 y 38 gramos. Su plumaje es gris oscuro, negro y blanco. Su pico es negro, mientras que sus patas son rosácesas o grisáceas. El iris de sus ojos es de color pardo oscuro, aunque se registran algunos individuos con iris negro. Su frente, píleo, laterales del cuello, manto y escapulares son de color gris oscuro. Las coberteras de sus alas son negras, y anchas bandas en las alas negras, y también presenta una gran banda blanca en su obispillo. La base de sus plumas de vuelo primarias son blancas, siendo visibles un poco como una lista adicional en las alas. La cola de esta especie es larga, escalonada y profundamente ahorquillada. La cola es principalmente negra, salvo por la punta negra y tres listas blancas distribuidas equidistantemente, producidas por las puntas blancas de todas sus plumas que son de distintas longitudes. Su rostro y garganta son negros, salvo una lista blanca estrecha que presenta desde la frente hasta justo detrás del los ojos. Además de la lista ocular presenta un anillo ocular blanco que puede ser completo o parcial. No presenta dimorfismo sexual.
Los juveniles de la especie carecen de lista blanca del rostro, presentan las partes superiores pardas y escamado oscuro en el pecho. La cola de los juveniles es más corta que la de los adultos. Su lorum es grisáceo o amarillento, y su barbilla y garganta son grisáceas o blancas. Sus flancos son pardo grisáceos.
Se ha observado que algunos individuos tienen la punta de las primarias blancas. Se especula que esta característica pueda deberse al envejecimiento o al desgaste de las plumas, y has sido observada en toda su área de distribución. No está relacionada con el sexo.
Aunque es muy similar al torrentero dorsinegro (Enicurus immaculatus), es distinguible de él por el color gris de su manto y píleo. Además tiene el pico ligeramente más largo que el dorsinegro, y el blanco de su rostro tiene menos extensión.

## Taxonomía
El torrentero dorsinegro fue descrito científicamente en 1836 por el naturalista británico Brian H. Hodgson, a partir de un espécimen obtenido en Nepal. Originalmente fue situado en un nuevo subgénero Enicurus dentro del género Motacilla, junto a las lavanderas. Hodgson en su descripción afirmó que la especie compartía características propias de los géneros Motacilla y Turdus, y que tenía morfología intermedia, con una forma general más cercana a las especies de Turdus, y un comportamiento más cercano a las de Motacilla. Posteriormente Enicurus se clasificó como un género de la familia Turdidae. En la actualidad la especie se clasifica en la familia Muscicapidae, que incluye a los papamoscas, las tarabillas y afines.
El nombre de la especie, schistaceus, es el adjetivo latino que significa «gris pizarra».

## Distribución y hábitat
El torrentero dorsigrís, como indica su nombre, se encuentra cerca de los cauces de aguas rápidas en bosques planifolio montanos tropicales y subtropicales, además de las cercanías de los cultivos. Esto incluye arroyos y ríos rocosos, y los ríos anchos de los valles en zonas llanas. En un estudio del año 2000 en torrenteros del noroeste de la India y Nepal se muestra que la frecuencia del torrentero dorsigrís decrece con la altitud. El estudio también descubrió que el torrentero dorsigrís prefiere los arroyos flanqueados por vegetación densa y compleja, y que tenga bancos de arena estables y firmes. Además prefiere los arroyos con arena de grano más fino en el fondo, y los sistemas con remansos entre los rápidos Menos frecuentemente se observan en zonas apartadas del bosque, y en los laterales de carreteras y vías ferroviarias cercanas al agua. En invierno se traslada de las montañas a las laderas bajas y zonas llanas.
La especie se extiende por el Himalaya central y oriental, desde el estado indio de Uttarakhand hasta el oeste de Birmania, incluyendo a Nepal y Bután. También se extiende por el sur de China, en el sudeste de Tíbet, Sichuan, Yunnan, Guizhou, Fujian y Zhejiang, y posiblemente en Hainan. Su área de distribución en el sudeste asiático es discontinua,  e incluye Tailandia, Vietnam, Laos, Camboya, llegando hasta la península malaya. En Hong Kong solo es un visitante invernal ocasional. En Bangladés aparece como divagante. La distribución altitudinal del torrentero dorsigrís varía geográficamente. Se estima que en el norte de la India se encuentra entre los 300 y 1600 m s. n. m., entre 900 y 1675 m s. n. m. en Nepal, 400–1800 m s. n. m. en el sur de China y las zonas adyacentes de Tailandia, por encima de los 500 m s. n. m. en Camboya, por encima de los 800 m s. n. m. en Malasia, y entre 800 y 2200 m s. n. m. en Bután. En cambio, en invierno se registra por debajo de los 200 m s. n. m.
Su población es estable, muy superior a los 10.000 individuos, y ampliamente distribuida, por lo que se cataloga como especie bajo preocupación menor por la UICN. Es abundante en partes de su área de distribución de China, Nepal y el sudeste asiático.

## Comportamiento y ecología
El torrentero dorsigrís cría de febrero a julio. Su época de cría no varía a lo largo de su área de distribución. Construye un nido con material vegetal que incluye hierba, hojas y briofitas. La forma del nido puede ser de cuenco o cuenco con una cúpula parcial, dependiéndo de donde lo construya. Con frecuencia tiene una capa exterior de barro. Puede construir el nido en agujeros en el suelo o en cavidades de los troncos de los árboles, entre las raíces, en huecos de árboles muertos, y a veces en grietas entre las rocas. Suelen poner entre tres y cuatro huevos, cuyo color varía entre el blanco puro al blanco rosado o blanco azulado, con moteado violeta o rojizo. Las motas son más abundantes en el extremo más ancho del huevo. Ambos sexos incuban el huevo. La especie es capaz de criar dos o tres nidadas por año.
El torrentero dorsigrís se alimenta de pequeños invertebrados acuáticos o de sus alrededores, incluyendo larvas y crustáceos. Se alimenta en la orilla del agua, con desplazamientos activos. Busca alimento entre las rocas de la orilla y también de las situadas en medio de la corriente. Ocasionalmente también se mete dentro del agua. Aunque normalmente busca alimento saltando ágilmente entre las rocas, también realiza breves vuelos por encima del agua para atrapar presas de la superficie. Su vuelo es similar al de las lavanderas, rápido y directo, y ligeramente ondulante. Suele encontrarse en solitario, aunque ocasionalmente busca alimento en pareja. Constantemente agita su cola, y cuando es molestado puede alzarla y desplegarla como si fuera un mevimiento rápido de unas tijeras. En la época de cría ocasionalmente aparece en pequeños grupos familiares, mientras que en invierno está principalmente en solitario. Sin embargo, varios individuos pueden alimentarse en una sección de cauce favorable: por ejemplo 15 ejemplares se observaron en un solo tramo de río en Bután.
En partes del sudeste asiático es un ave sedentraria, mientras que en el Himalaya realiza desplazamientos altitudinales según las estaciones. Un estudio de 1998 descubrió que la especie se desplazaba localmente en respuesta a la subida del nivel del agua en la época del monzón.